# Dianella atraxis
Dianella atraxis är en grästrädsväxtart som beskrevs av Rodney John Francis Henderson. Dianella atraxis ingår i släktet Dianella och familjen grästrädsväxter. Inga underarter finns listade i Catalogue of Life.
1. ↑  R.J.F.Hend., 1987 In: in Fl. Australia 45: 476
2. 1 2  Roskov Y., Kunze T., Orrell T., Abucay L., Paglinawan L., Culham A., Bailly N., Kirk P., Bourgoin T., Baillargeon G., Decock W., De Wever A., Didžiulis V. (ed) (16 mars 2014). ”Species 2000 & ITIS Catalogue of Life: 2014 Annual Checklist.”. Species 2000: Reading, UK. http://www.catalogueoflife.org/annual-checklist/2014/details/species/id/9766712. Läst 26 maj 2014.
3. ↑  WCSP: World Checklist of Selected Plant Families